# Monty Python’s Flying Circus (album)
1970-ben jelent meg a Monty Python-csoport első, Monty Python's Flying Circus című albuma. Ezen a Monty Python Repülő Cirkusza első évadának néhány jelenete hallható újra felvett változatban. Az amerikai kiadás hátoldala némileg különbözik a brit kiadásétól.
A sorozatot követően ez az album volt a csoport első terméke. Fontos megjegyezni, hogy a borítón Terry Gilliamet nem tüntették fel a csoport tagjaként, és az albumon sem szerepel, mert akkor még csak animációkat készített a sorozathoz. A borítón Graham Chapman neve hibásan szerepel („Grahame”).
Ez a csoport egyetlen albuma, melyen külön felvett nevetés hallható; ez a Camden Town Hallban tartott előadásról származik. Eric Idle The Pythons című könyvében azt írta, hogy a közönség reakciója meglehetősen visszafogott volt.
Az album kiadási jogait még mindig a BBC birtokolja, így azon kevés termék közé tartozik, mely nem képezi a csoport tulajdonát. Ez az oka annak is, hogy 2006-ban miért nem jelent meg CD-n. A csoportnak egyáltalán nem tetszett, ahogy a BBC elkészítette az albumot, ezért a továbbiakban saját maguk felügyelték a munkálatokat.

## Jelenetek
1. Flying Sheep
2. Television Interviews/Arthur Frampton
3. Trade Description Arts/Whizzo Chocolate
4. Nudge, Nudge
5. The Mouse Problem
6. Buying a Bed
7. Interesting People
8. The Barber/Lumberjack Song
9. Interviews/Sir Edward Ross
10. Arthur "Two Sheds" Jackson
11. Children's Stories
12. The Visitors
13. The North Minehead By-Election
14. The Cinema/Albatross!
15. Me Doctor
16. Pet Shop (Dead Parrot)
17. Self-Defence

## Közreműködők
- Graham Chapman
- John Cleese
- Eric Idle
- Terry Jones
- Michael Palin
- Carol Cleveland

## Kiadások
- LP: (1970) BBC Records REB 73M (UK)
- LP: (1970) Pye Records 12116 (US)
- LP: (1970) BBC Records BBC-22073 (UK)
- CS: (1970) BBC Records REMC 73 (UK)
- CD: (1985) BBC/Audio Visual International BBCCD73 (UK)
- LP: (1986) Warner Brothers Records 88375 (ISBN 0-87188-375-9) (US)
- CS: (1994) BBC Enterprises, Ltd. ZBBC 1508 ISBN 0-563-39481-1 (UK) (Canned Laughter series)